# Galatea (metropolitana di Catania)
Galatea è una stazione della metropolitana di Catania, inaugurata nel 1999, facente parte della prima tratta aperta all'esercizio, ovvero CT. Porto-Borgo.
Essa è di tipologia sotterranea, ed è gestita dalla  Ferrovia Circumetnea, inoltre non è presenziata dal personale, tuttavia è munita di un sistema di videosorveglianza.

## Ubicazione
Ubicata nel tratto più a sud del viale Jonio possiede sei uscite tutte su quest'ultima strada, quattro rampe di scale e due ascensori che permettono di raggiungere in poche centinaia di metri molte importati strade affollate di uffici, studi, banche ed esercizi commerciali, tra le quali Piazza Galatea, V.le Africa, C.so Italia, P.zza Europa, Via Umberto I, via Pasubio, P.le Asia.
Permette di raggiungere molto facilmente il lungomare di Catania.

## Struttura
La fermata è differente dalle altre stazioni sotterranee perché realizzata a cielo aperto con l'utilizzo di un metodo che prevede lo scavo in trincea e la totale scopertura della fossa, seguita dalla costruzione del tunnel a sezione rettangolare e quindi dalla copertura con travi in cemento armato, questo sistema prende il nome di metodo Milano. In seguito all'attivazione della tratta Galatea - Giovanni XXIII - Stesicoro il 20 dicembre 2016 la stazione è divenuta posto di biforcazione tra il doppio binario in galleria e il tronco a binario unico direzione porto, con deviatoio posto alla fine della banchina in direzione della fermata Giovanni XXIII.

## Servizi
La stazione è dotata di:
- Scale mobili;
- Ascensore per portatori di handicap (non attivo);
- Servizio di video sorveglianza;
- Biglietteria automatica;
- Annuncio sonoro annunciante l'arrivo dei treni.

## Interscambi
Possibilità di scambio con bus urbani AMTS in viale Africa (421) e corso Italia (421-530-534-935)
Nelle immediate vicinanze (500m) vi è la fermata "Europa" del passante ferroviario di Catania con accessi su piazza Europa, costituendo un importante nodo di scambio intermodale tra le due linee.
- Fermate autobus AMTS
- Fermata Europa passante ferroviario

## Galleria d'immagini

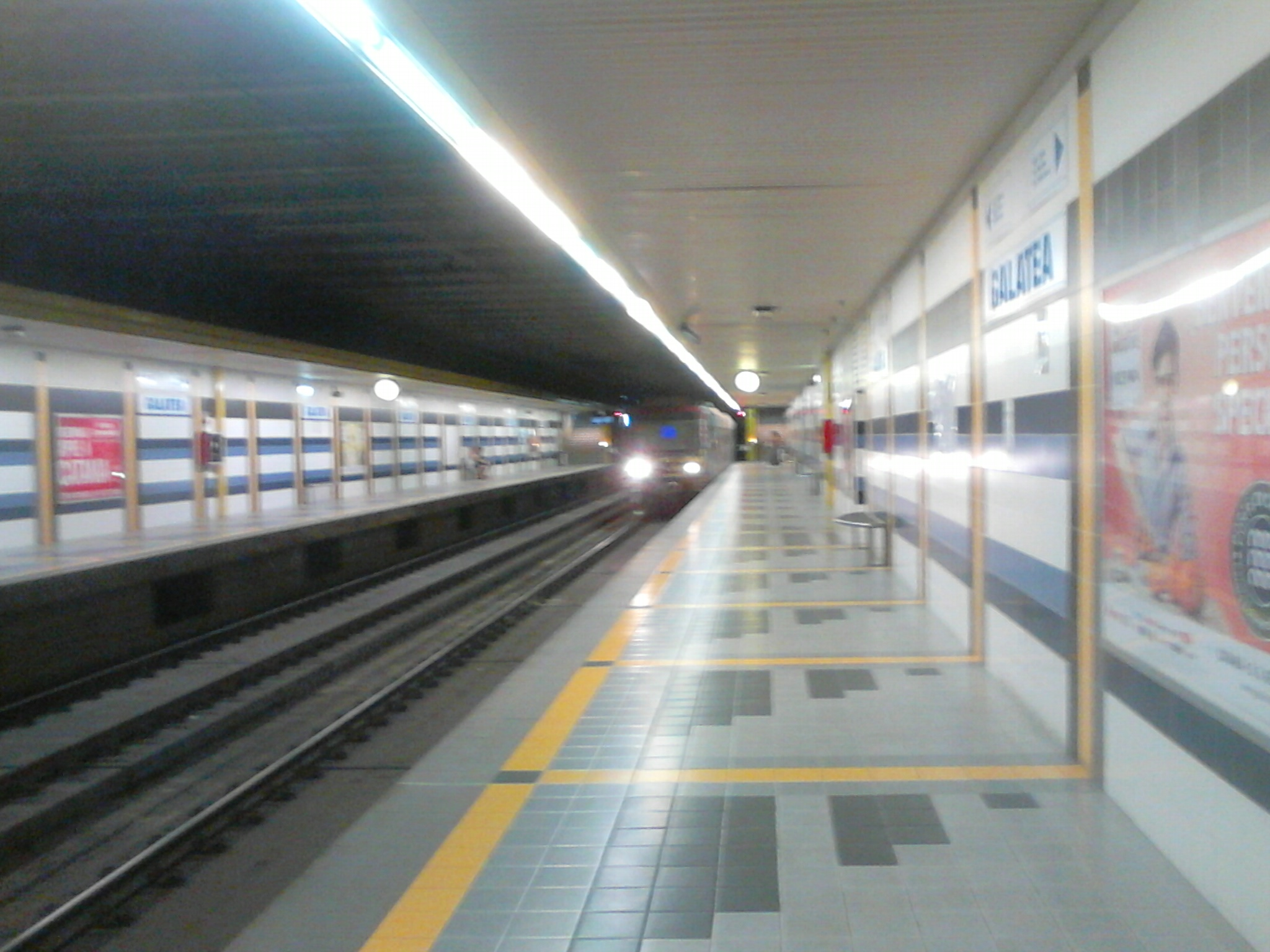
La stazione di Galatea, con un elettrotreno M.88 in arrivo.
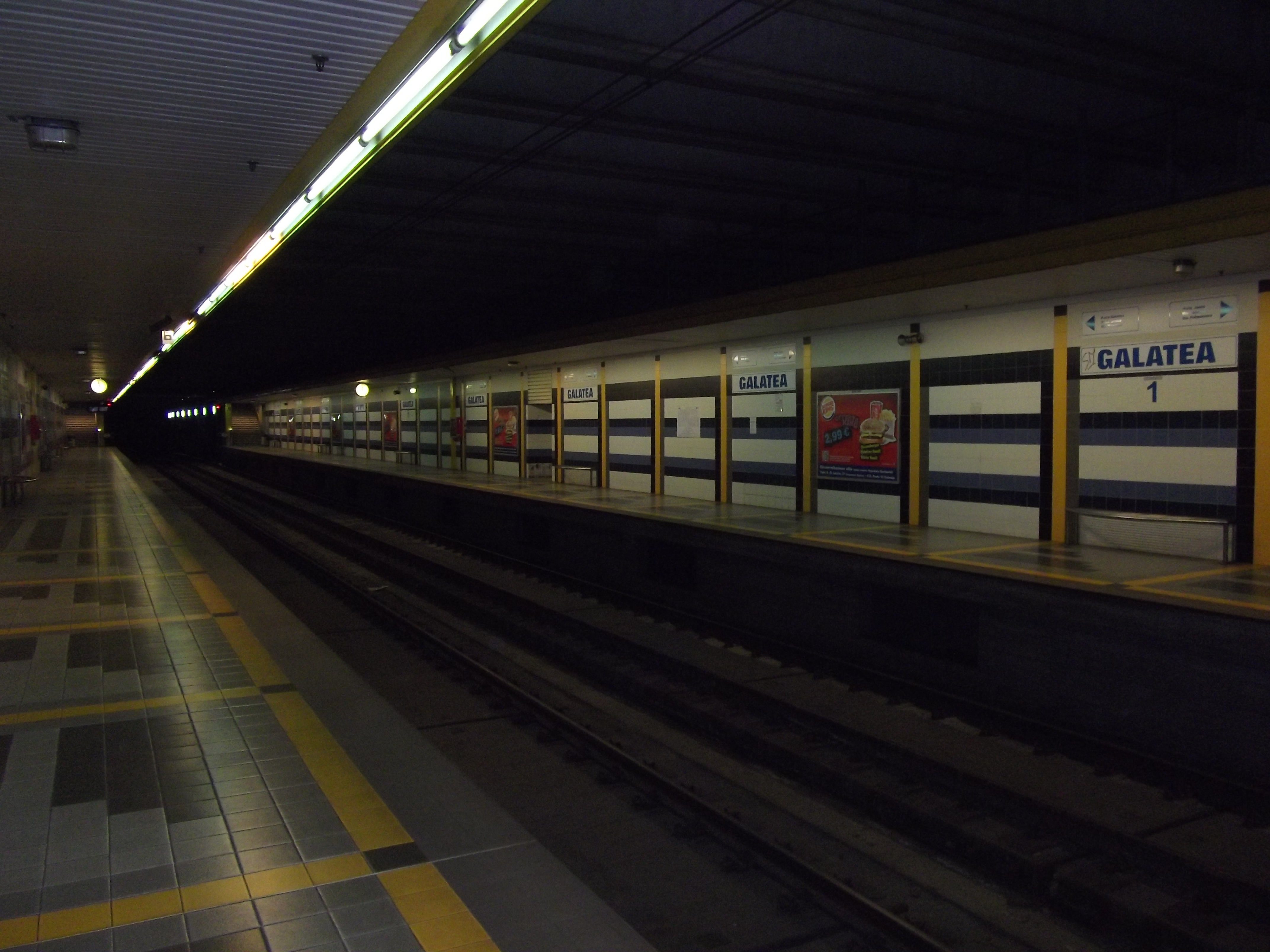
La stazione di Galatea, vista dal marciapiede n. 2.